# Scaniornis lundgreni
Scaniornis lundgreni — викопний вид кілегрудих птахів, що існував у палеоцені (65-59 млн років тому). Птах описаний по частковому скелету правого крила (дзьобоподібна кістка, лопатка, плечова кістка), що був знайдений у Північній Німеччині. У цей час там знаходилось узбережжя прадавнього Північного моря. Клімат тоді не відрізнявся від сучасного середземноморського клімату.
Щодо систематичного становища, нема одностайної думки куди відноситься цей вид. Птах дещо схожий на фламінго, тому його віднесли до ряду Фламінгоподібні (Phoenicopteriformes). Було також запропоновано віднести вид до сивкоподібних до вимерлої родини Graculavidae. Також іноді Scaniornis об'єднують з крейдяним Gallornis в родині Scaniornithidae. Однак Gallornis має ще більш незрозуміле таксономічне положення; він може бути одним з перших представників Galloanserae.